# Sztucer z Liège
Sztucer z Liège – rosyjski jednostrzałowy karabin gwintowany oficjalnie wprowadzony do uzbrojenia armii rosyjskiej w roku 1843. Jest to modyfikacja karabinu brunszwickiego dla armii rosyjskiej.

## Historia
W 1840 roku rosyjski „Komitet ds. ulepszenia sztucerów i karabinów” zamówił próbną partię broni tego systemu w manufakturze J.P. Malherbe Liège w Belgii. Była to przeróbka karabinu brunszwickiego na potrzeby Rosji.
W Rosji nazywaną tę broń littiechskimi („литтихскими”) lub lichterec („лихтерец”). Ze strony rosyjskiej celem koordynacji zamówień do Liège wysłany został płk Ignatiew. Zamówiono tam 5000 sztuk tej broni w cenie po 85 franków za sztukę.
W 1843 roku broń została oficjalnie przyjęta do uzbrojenia pod nazwą: rosyjski karabin gwintowany „sztucer z Liège” wzoru 1843 roku (Русская винтовка «люттихский» штуцер образца 1843 г)

## Budowa
Sztucer z Liège był bronią odprzodową, gwintowaną z zamkiem kapiszonowym. Wyposażany był w przyrządy celownicze składające się z muszki i szczerbiny o dwóch stałych nastawach: 200 i 400 (lub 600) kroków (arszynów). Posiadał on lufę gwintowaną o 2 bruzdach, skok gwintu 1:1200 mm (800 mm). Do strzelania używano kulistego pocisku posiadającego na obwodzie pierścień, tzw. „kuli z obręczą”. Podczas ładowania, należało odpowiednio wprowadzić kulę pierścieniem w bruzdy lufy co ułatwiały odpowiednie wycięcia wylotu lufy.
Karabin był wyposażony w bagnet.

## Wersje karabinu
W 1848 roku zmodernizowano karabin poprzez zastosowanie nowocześniejszego celownika typu szwajcarskiego, w Rosji określanego typem heskim, o nastawach 100 – 1200 kroków (arszynów) oraz wprowadzono nowoczesny pocisk stożkowy wz. 1848 roku z dwoma występami prowadzącymi konstrukcji płk. Kulikowskiego, tzn. „kula z uszami” („пуля с ушками”).